# Laurel Goodwin
Laurel Goodwin (Wichita, 11 agosto 1942 – Cathedral City, 25 febbraio 2022) è stata un'attrice statunitense.

## Filmografia parziale

### Cinema
- Cento ragazze e un marinaio (Girls! Girls! Girls!), regia di Norman Taurog (1962)
- Quella strana condizione di papà (Papa's Delicate Condition), regia di George Marshall (1963)
- Duello a Thunder Rock (Stage to Thunder Rock), regia di William F. Claxton (1964)
- Doringo!, regia di Arnold Laven (1965)

### Televisione
- Il virginiano (The Virginian) – serie TV, un episodio (1964)
- Star Trek – serie TV, episodio 1x00 (1966)
- Get Smart – serie TV, un episodio (1966)
- Un eroe da quattro soldi (The Hero) – serie TV, episodio 1x07 (1966)
- The Beverly Hillbillies – serie TV, 2 episodi (1967)
- Mannix – serie TV, un episodio (1969)
- Il bacio della violenza (The Dain Curse) – miniserie TV (1978)